# Lisa Nobel
Lisa Nobel (Lekkerkerk, 7 augustus 2000) is een Nederlands volleybalspeelster. Nobel kwam in Nederland uit voor Talentteam Papendal en Alterno en in België voor Hermes Volley Oostende. Van 2022 tot 2024 kwam Nobel uit voor VC Zwolle, waarna ze besloot te stoppen met topvolleybal.

## Carrière
Nobel begon met volleyballen bij Voleco uit Ouderkerk aan den IJssel. Na een periode voor het tweede team van Sliedrecht Sport te zijn uitgekomen, werd ze opgepikt door Talentteam Papendal. Ze maakte twee jaar deel uit van het talententeam. In 2018 maakte ze de overstap naar Alterno uit Apeldoorn. Tijdens het seizoen 2019/20 besloot Nobel vanwege privéomstandigheden te stoppen met volleyballen bij Alterno. Een halfjaar later ging Nobel volleyballen voor Hermes Volley Oostende, waarmee ze uitkwam op het hoogste Belgische volleybalniveau.
In 2022 maakte ze de overstap naar VC Zwolle. Ook in het seizoen 2023/24 was Nobel actief voor de Zwollenaren. Op 1 april 2024 verloor Nobel met VC Zwolle de bekerfinale tegen VV Apollo 8. Op 16 april 2024 maakte VC Zwolle bekend dat Nobel heeft besloten te stoppen met topvolleybal.